# Florent de Ville
Florent de Ville, seigneur de Ville en Picardie et de Nouvion-le-Comte est un chevalier et croisé français du début du XIIIe siècle.

## Origines familiales
Il est le fils de Jean de Ville et de sa femme Alix, seigneurs de Ville. En 1200, il est seigneur de Ville, seigneurie qu'il lèguera à son fils Jean II de Ville avant 1245.
Ces armes sont : D'argent à la fasce de gueules

## Faits d'armes
Compagnon d'Alain de Roucy, il passe pour avoir grandi avec lui et avoir toujours combattu à ses côtés.
Il est présent en tout cas à ses côtés à la bataille de Muret en 1213 lors de la croisade albigeoise qui voit s'affronter les armées croisées menées par Simon IV de Montfort et les armées aragonaise et toulousaine menées par le roi Pierre II d'Aragon où il s'illustre. D'après les récits de la croisade albigeoise, ils jurent à Simon de Monfort avant la bataille de tuer le roi Pierre d'Aragon. Au cours de celle-ci, ils pensent parvenir à encercler le roi avec un détachement de chevaliers croisés mais celui qu'ils tuent et qui portait l'armure royale n'est pas Pierre d'Aragon qui avait échangé ses armes avec un de ses chevaliers. Mais le roi se découvre pour montrer qu'il n'a pas été tué et les deux chevaliers, Roucy et Ville, fondent sur lui et finissent par le tuer ce qui entraîne la retraite de l'armée ennemie et la victoire des croisés.
Selon une autre source contemporaine, c'est avec un autre chevalier, Alain de Renty, que Florent de Ville a tué le roi d'Aragon.
On le retrouve ensuite en 1214 dans les rangs français lors de la bataille de Bouvines, toujours aux côtés d'Alain de Roucy.